# Ljotnoje
Ljotnoje (russisch Лётное, deutsch Tenkieten) ist ein Ort in der russischen Oblast Kaliningrad und gehört zur kommunalen Selbstverwaltungseinheit Stadtkreis Selenogradsk im Rajon Selenogradsk. Der Ort Ljotnoje befindet sich heute allerdings etwa eineinhalb Kilometer östlich der Ortsstelle Tenkieten. Die Ortsstelle Tenkieten ist verlassen.

## Geographische Lage
Ljotnoje liegt 29 Kilometer nordwestlich der Stadt Kaliningrad (Königsberg) und fünf Kilometer südlich des Ostseebades Pionerski (Neukuhren) südlich der Bahnstrecke Kaliningrad–Selenogradsk–Pionerski an der Kommunalstraße 27K-160, die Saostrowje (Rantau) mit dem Zubringer des Primorskoje Kolzo nach Pionerski (Bestandteil der Föderalstraße A 217) verbindet. Die nächste Bahnstation ist Pionerski Kurort.

## Geschichte
Das 1493 gegründete und bis 1946 Tenkieten (nicht zu verwechseln mit dem im Südosten des Samlandes gelegenen Dorfes Tenkitten (heute russisch: Beregowoje)) genannte nordsamländische Dorf wurde 1874 in den neu errichteten Amtsbezirk Neukuhren eingegliedert. Er gehörte bis 1939 zum Landkreis Fischhausen, von 1939 bis 1945 zum Landkreis Samland im Regierungsbezirk Königsberg der preußischen Provinz Ostpreußen. Tenkieten zählte im Jahre 1910 insgesamt 43 Einwohner.
Am 17. Oktober 1928 schloss sich Tenkieten mit den Nachbarorten Lixeiden (heute russisch: Obuchowo) und Schlakalken (russisch: Jaroslawskoje, nicht mehr existent) zur neuen Landgemeinde Schlakalken zusammen.
Als Kriegsfolge kam Tenkieten mit dem nördlichen Ostpreußen 1945 zur Sowjetunion und erhielt 1950 die russische Bezeichnung Ljotnoje. Gleichzeitig wurde der Ort in den Dorfsowjet Romanowski selski Sowet im Rajon Primorsk eingeordnet. Von 2005 bis 2015 gehörte der Ort zur Landgemeinde Kowrowskoje selskoje posselenije und seither zum Stadtkreis Selenogradsk.

## Kirche
Mit seiner fast ausnahmslos evangelischen Bevölkerung war Tenkieten bis 1945 in das Kirchspiel der Pfarrkirche in Sankt Lorenz (heute russisch: Salskoje) eingegliedert. Es gehörte zum Kirchenkreis Fischhausen (Primorsk) innerhalb der Kirchenprovinz Ostpreußen der Kirche der Altpreußischen Union. Heute liegt Ljotnoje im Einzugsbereich der in den 1990er Jahren neu entstandenen evangelisch-lutherischen Gemeinde in Selenogradsk (Cranz), einer Filialgemeinde der Auferstehungskirche in Kaliningrad (Königsberg) innerhalb der Propstei Kaliningrad der Evangelisch-lutherischen Kirche Europäisches Russland.